# 入善町立入善小学校
入善町立入善小学校（にゅうぜんちょうりつ にゅうぜんしょうがっこう）は富山県下新川郡入善町にある公立小学校。
校舎は押田建築設計事務所設計、佐藤工業北陸支店、廣川建設工業、中山建設、五十里工務所、吉原建設JVによる施工である。第22回富山県建築賞に入選している。

## 沿革
個別に提示された箇所を除いた出典→
- 1873年6月12日 - 和泉十兵ェ氏宅（旧役場跡）にて入膳小学校として創校。
- 1874年7月 - 自卑小学校と改称し、養照寺に移る[3]。
- 1876年4月 - 自卑小学校新築移転（80坪）[3]。
- 1878年 - 自卑小学校、観音堂に分教場設置[3]。
- 1886年 - 入善簡易小学校設置[4]。
- 1887年4月1日 - 自卑尋常高等小学校と改称。
- 1890年4月1日 - 入善尋常小学校と改称。
- 1892年9月ないし10月 - 自卑尋常高等小学校を成器高等小学校と改称[5]。
- 1894年5月 - 入善小学校と成器高等小学校が合併し、入善尋常高等小学校と改称[6]。
- 1903年 - 5間と13間の2階建て校舎を増築[7]。
- 1910年
  - 4月10日 - 高等科が3年となる[7]。
  - 同年中 - 校歌制定。
- 1925年 - 神社西側に建坪6,136.2坪、敷地11,701坪の校舎を新築[8]。
- 1935年 - 入善青年学校、入善家政女学校設置[8]。
- 1936年1月10日 - 校舎が講堂のみを残し全焼。
- 1937年6月 - 現位置に校舎を建築（旧高岡中学校〔現在の富山県立高岡高等学校〕の校舎を移築）[9]
- 1938年 - 講堂移転[9]。
- 1941年4月1日 - 入善国民学校と改称。
- 1943年4月2日 - 入善町外7ヶ村組合立入善青年学校設立[9]。
- 1947年
  - 4月1日 - 入善町立入善小学校と改称。
  - 同年中 - 青年学校および入善家政女学校廃校[10]。
- 1955年6月12日 - 校舎改築第一期工事竣工式。
- 1956年6月12日 - 校舎改築第二期工事竣工式。
- 1962年8月 - 給食室増築第一期工事落成。
- 1964年5月 - 校門新設[11]。
- 1972年12月 - 校舎第三期工事竣工。
- 1973年12月 - スキー山竣工。
- 1989年8月25日 - 新校舎竣工（5,991m2）。
- 1990年8月30日 - グラウンド完成（8,791m2）。
- 1991年
  - 2月28日 - 体育館棟竣工（1,430m2）。
  - 3月13日 - 新校舎竣工式。
- 2017年7月3日 - 入善小学校プール竣工。
- 2019年8月 - 大規模改装工事第一期開始。
- 2020年6月 - 大規模改装工事第二期開始。
- 2021年
  - 6月 - 大規模改装工事第三期開始。
  - 12月28日 - 大規模改装工事終了。

## 進学先
- 入善町立入善中学校

## 周辺
- 富山県道108号舟見入善線
- あいの風とやま鉄道線 入善駅（本校より約800m）
- 富山県立入善高等学校
- 入善町役場